# Mushibugyō
Mushibugyō  (ムシブギョー) é um mangá escrito e ilustrado por Hiroshi Fukuda. Foi originalmente publicado pela Shōnen Sunday Super da editora Shogakukan em 03 volumes. Com o sucesso, ganhou um remake intitulado Joju Senjin! Mushibugyō, desta vez publicado na principal revista da Shogakukan, a Weekly Shōnen Sunday. Em 2013, ganhou uma versão em anime produzida pelo estúdio Seven Arcs e exibida pela TV Tokyo e depois pela AT-X.

## Enredo
Em um suplente Período Edo no Japão, insetos gigantes, conhecidos como "Mushi" começaram a aparecer e aterrorizar as pessoas por 100 anos. Para combater a ameaça do Mushi, o shogunato estabelece a Patrulha da Cidade, que atua sob a Mushi Magistrado (Mushibugyō) para treinar guerreiros fortes o suficiente para lutar contra eles. A história segue Jinbei Tsukishima, um jovem samurai cujo pai foi convocado para se juntar a Patrulha da Cidade. Porém, como este não pode mais lutar, Jinbei decide ir em seu lugar, e assim se torna o novo membro do Mushibugyō.

## Personagens
- Jinbei Tsukishima

Dublado por: Kenn
O personagem principal e mais novo membro da Mushibugyō. O filho de um samurai cujo pai foi forçado a cortar a própria perna em arrependimento por um incidente envolvendo Jinbei e com o filho de seu mestre, apesar de não ser culpa dele. Quando seu pai é convocado para se juntar Mushibugyō, Jinbei parte para Edo (antiga Tóquio) para se juntar ao magistrado em seu lugar, para compensar o seu sacrifício e restaurar a honra de sua família. Apesar de ser muito mais forte do que um ser humano normal, Jinbei é o membro mais fraco da equipe, tornando-se para a sua inexperiência com determinação e um espírito inabalável que acaba ganhando o respeito e a admiração de seus pares. Ele também tem um poder secreto que dorme dentro de seu corpo. Embora especula-se que pode ser um estranho efeito de um pedaço de cabelo do magistrado inseto, desde um pedaço de seu cabelo estava em sua boca após a sua transformação ou herdou de seu pai, que também pode se transformar em um modo de raposa. Jinbei é uma pessoa alegre, persistente e gentil, sempre se arrisca para proteger não só seus amigos, como o povo de Edo. Possuí certa admiração por Mugai após este salvar sua vida, e desde então, se esforça para tentar retribuir.
- Mugai

Dublado por: Takuma Terashima
O guerreiro mais forte Mushibugyō, Mugai espadachim é capaz de feitos que parecem impossíveis para um ser humano, carregando uma espada que é tão grande quanto ele. Mugai já foi o líder do Mushikari, mas por algum motivo abandonou-o para se juntar ao magistrado. Ambos Jinbei e Hibachi olhar para ele e sonho de ser um dia tão forte como ele para pagar as várias ocasiões que ele salvou suas vidas. Ele parece não ter emoção e implacável na superfície, mas, por vezes, suas ações mostram o contrário.
- Hibachi

Dublada por: Rumi Ōkubo
Uma ninja especializada em explosivos. Hibachi está determinado a provar o seu valor como uma sucessora para técnicas de seu avô, apesar de ele não aceitá-las para ser herdada por uma mulher. Hibachi possuí uma personalidade tsundere, sendo fria, nervosinha e teimosa, mas no fundo é uma boa pessoa. Isto pode ser visto como ela se dá bem tanto com Jinbei, mas recusa-se a admiti-lo, chamando-o de um rival em vez de um amigo assim. Recentemente, ela começou a mostrar quantidades muito pequenas de ciúmes sempre que Jinbei está com outras mulheres, o que é um sinal de que Hibachi está apaixonada por Jinbei. No episódio 15, por exemplo, quando o pai de JInbei diz para Haru se casar com Jinbei, Hibachi demonstra ciúmes em relação a isso.
- Shungiku Koikawa

Dublado por: Takuya Eguchi
Um homem coberto de cicatrizes conhecido como o "assassino de 99", Shungiku é um assassino condenado que se junta Mushibugyō em um ato de arrependimento. Filho de um bandido, ele tentou evitar uma vida de crime até que sua mãe é assassinada, e culpando seu pai, ele mata sua gangue e todos os outros em seu caminho em um massacre que termina com a morte de seu pai, apenas para depois saber que ela morreu pelas mãos de um membro da Mushikari. Desde então, ele olha para o homem responsável por sua morte para vingá-la. Depois de finalmente vingar a sua mãe, Shungiku muda seu título para "Matador de 100".
- Tenma Ichinotani

Dublado por: Yū Serizawa
O mais novo membro da equipe, Tenma é um onmyouji capaz de convocar dois familiares poderosos contidos em bonecas de papel que pode ampliar-se ao tamanho gigante e lidar golpes poderosos. Apesar de fazer parte do grupo de caça insetos, Tenma possuí um medo enorme deles (principalemnte dos que rastejam). Jinbei tentou acabar com seu medo, mas não deu muito certo.
- Kotori Matsunohara

Dublado por: Mamoru Miyano
O comandante da Mushibugyō que responde diretamente ao magistrado a si mesma. Suas habilidades e competências são um mistério.
- Kuroageha (Magistrada)

Dublada por: Megumi Han
A magistrada misteriosa do Mushibugyō, cujo corpo pode produzir um poderoso veneno capaz de matar qualquer ser vivo que toca sua pele. Ao usar seus poderes ao máximo, ela se manifesta gigantes asas de borboleta-escuro, como, daí seu apelido, que significa "Black Butterfly". Ela é o principal inimigo de Mushikari, que procura matá-la a qualquer custo. Jinbei faz amizade com ela sem saber de sua verdadeira identidade e que ela, eventualmente, desenvolve sentimentos por ele.
- Haru

Dublada por: Satomi Akesaka
A bela jovem cuja família é proprietária de um restaurante. Ela é a primeira pessoa que cumprimenta Jinbei, quando ele chega em Edo . Após ser capturada por uma aranha gigante, Jinbei aparece e salva a vida dela, e desde então, ela está apaixonada por ele.
- Nagatomimaru

Dublado por: Jun Fukuyama
O mascarado leitor ávido que perdeu a fé nas pessoas e dedica a sua vida à busca do conhecimento. Ele faz amizade com Jinbei após sua fracassada tentativa de infiltrar o magistrado ter acesso aos seus documentos, como ele parece ser a única pessoa que respeita sua sabedoria. Ele é realmente o filho do Shogun e a primeira na linha de sucessão, fato que é mantido em segredo de Jinbei e quase todos os outros.

## Mídia

### Mangá
Escrito e ilustrado pelo mangaká Hiroshi Fukuda, Mushibugyō foi originalmente publicado pela Shōnen Sunday Super da editora Shogakukan em 03 volumes. Com o sucesso, ganhou um remake em 2011 intitulado Joju Senjin! Mushibugyō, desta vez publicado na principal revista da Shogakukan, a Weekly Shōnen Sunday, onde é publicado até hoje e conta atualmente com 18 volumes.

### Anime
No final de 2012, foi anunciado uma adaptação para anime, feita pelo estúdio Seven Arcs. Dirigida por Takayuki Hamana, a série começou a ser exibida em 8 de abril de 2013 e foram planejados 26 episódios até o momento. No momento o anime possuí quatro temas músicais: Os dois temas de abertura são "Tomo Yo" por Gagaga SP e "Denshin ∞ Unchained", de FREE Hebi&M, enquanto os dois temas de encerramento são "Ichizu" por i ☆ Ris/ e "Through All Eternity" por ayami.

### Jogos
A Namco Bandai Games anunciou em junho de 2013 que a adaptação do videogame de Mushibugyō está em desenvolvimento para o Nintendo 3DS . O jogo é um RPG de ação com todos os membros do Mushibugyō como personagens jogáveis. O jogo será lançado no Japão em 19 de setembro de 2013.